# 托氏耀鯰
托氏耀鯰（學名：Clariallabes teugelsi），為輻鰭魚綱鯰形目塘虱魚科的其中一種，被IUCN列為易危保育類動物，分布於非洲剛果河中游流域，棲息在底層水域，體長可達17公分，生活習性不明。

## 扩展阅读
維基物種上的相關：托氏耀鯰